# Pearl (film)
Pearl är en amerikansk psykologisk skräckfilm från 2022. Den fick aldrig svensk biopremiär. Filmen är regisserad av Ti West som också skrivit manus tillsammans med Mia Goth. Filmen är en föregångare till filmen X, även om den hade premiär efter. I Pearl spelar Goth den äldre kvinnan i X som ung.

## Handling
Filmen utspelar sig år 1918, under spanska sjukan och första världskriget, och kretsar kring en ung kvinna, Pearl. Hon är gift men bor tillsammans med sina föräldrar på landet, och hennes man är ute i kriget. Filmen följer Pearl och hennes resa mot galenskap.

## Roller i urval
- Mia Goth – Pearl
- Tandi Wright – Ruth, Pearls mor
- Matthew Sunderland – Pearls far
- Emma Jenkins-Purro – Mitsy, Howards syster
- Alistair Sewell – Howard